# Prêmio Gabrielle-Sand
O Prêmio Gabrielle-Sand (em francês:  prix Gabrielle-Sand também conhecido como prix Gabrielle Sand et Guido Triossi) é um prêmio de matemática da Académie des Sciences francesa, prêmio igualmente dotado pelas fundações Petit d’Ormoy, Carrière e Triossi (criado em 1875, 1932 e 1943). É dotado com 2.500 euros.

## Recipientes
- 1999: Pierre Colmez
- 2003: Damien Gaboriau
- 2007: Nalini Anantharaman[2].
- 2011: Marie-Claude Arnaud
- 2013: Frédéric Klopp
- 2017: Philip Boalch